# Vojinovac
Vojinovac (en serbe cyrillique : Војиновац) est un village de Serbie situé dans la municipalité de Rača, district de Šumadija. Au recensement de 2011, il comptait 110 habitants.

## Démographie
| 1948 | 1953 | 1961 | 1971 | 1981 | 1991 | 2002 | 2011 |
| ---- | ---- | ---- | ---- | ---- | ---- | ---- | ---- |
| 179  | 181  | 168  | 165  | 151  | 124  | 132  | 110  |

|  |